# Station Kumeda
 Station Kumeda (久米田駅,  Kumeda-eki) is een spoorwegstation in de Japanse stad Kishiwada, gelegen in de prefectuur Ōsaka. Het wordt aangedaan door de Hanwa-lijn. Het station heeft twee sporen, gelegen aan twee zijperrons.

## Treindienst

### JR West
| 1 | ■ Hanwa-lijn | richting Kumatori, Hineno en Wakayama |
| 2 | ■ Hanwa-lijn | richting Ōtori, Tennōji en Ōsaka      |

## Geschiedenis
Het station werd in 1930 geopend. In 1955 werd het station vernieuwd.

## Overig openbaar vervoer
Er bevindt zich een bushalte nabij het station.

## Stationsomgeving
- Kumeda-tempel
- Kumeda-vijver
- Kasteel Kaibuki
- Yoshikawa-ziekenhuis
- Kamei-ziekenhuis
- Risona Bank
- Super Sanei (supermarkt)
- MrDonuts
- McDonald's
- Yagi-schrijn
- Autoweg 26
- Centraal park van Kishiwada
- Kishiwada Grand Hall